# Toxicoscordion fremontii
Toxicoscordion fremontii es una especie norteamericana de planta fanerógama en el género Toxicoscordion.

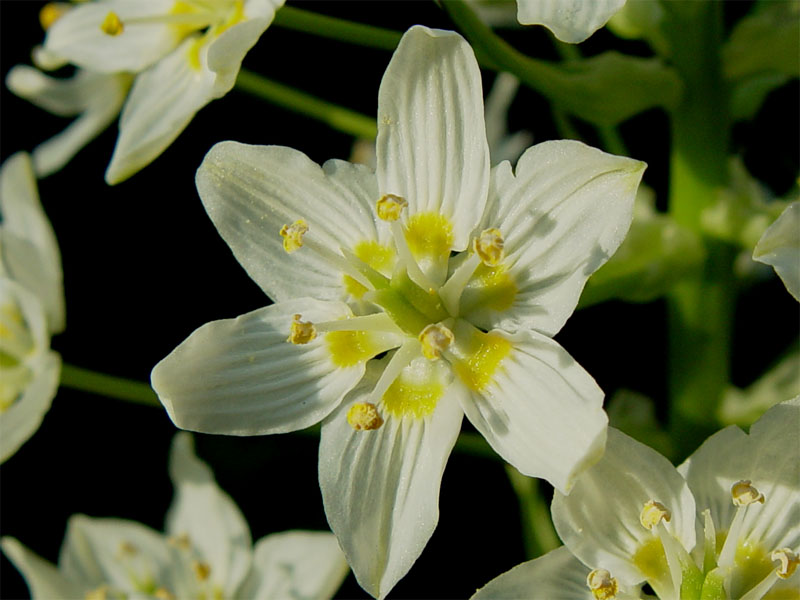
Detalle de la flor

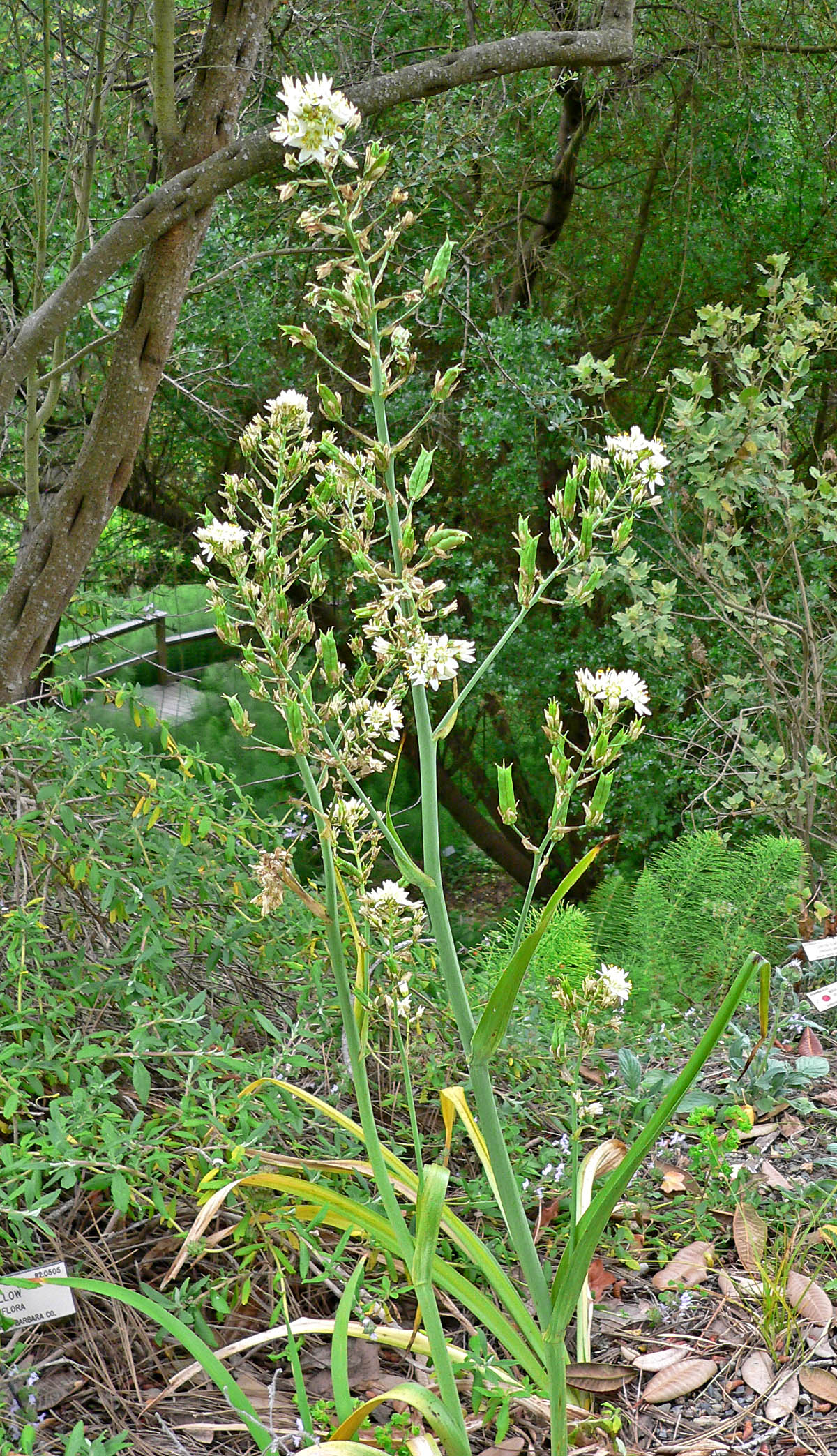
Vista de la planta

## Distribución
Es una flor silvestre atractiva que se encuentra en el césped o laderas boscosas o afloramientos rocosos, en muchas regiones de California, el suroeste de Oregón y el norte de Baja California.

## Descripción
Crece de un bulbo más o menos esférico, que en esta especie tiene un diámetro de 20-35 mm. Sus hojas pueden alcanzar hasta medio metro de longitud, pero suelen ser la mitad de esa longitud. Crecen desde la base de la planta. Las flores, que se pueden ver entre marzo y junio, crecen en racimos. Tienen seis pétalos (estrictamente, tres pétalos y tres sépalos muy similares), dispuestas simétricamente, dando origen al nombre de la estrella-lirio. Cada flor tiene 1-4 cm de diámetro.

## Taxonomía
Toxicoscordion fremontii fue descrita por (Torr.) Rydb. y publicado en Bulletin of the Torrey Botanical Club 30(5): 273. 1903.
Etimología
fremontii: epíteto otorgado en honor de John C. Frémont
Sinonimia
- Zigadenus fremontii (Torr.) S. Watson
- Zygadenus fremontii (Torr.) S. Watson, alternate spelling
- Anticlea fremontii Torr.
- Zigadenus glaberrimus Hook. & Arn. 1833, illegitimate homonym not Michx. 1803[7]
- Zigadenus douglasii Torr.
- Zigadenus fremontii var. minor Baker
- Toxicoscordion fremontii var. minor (Baker) R.R.Gates
- Zigadenus fremontii var. salsus Jeps.
- Zigadenus fremontii var. inezianus Jeps.[1]